# Ямна
48°26′14″ пн. ш. 24°34′10″ сх. д. / 48.437222222222° пн. ш. 24.569444444444° сх. д.
Ямна — колишнє давнє село між основною частиною міста Яремче та селом Микуличин, нині частина міста Яремче Івано-Франківської області. Найближча станція — Ямна. Через село протікає гірська річка Прут. Населення Ямни складає 900 чоловік.

## Походження назви
Свою назву отримало завдяки природному розміщенню між горами — «у ямі».

## Церква Святого Іоана Милостивого
На вулиці Ковпака 2 розташовується старовинна церква Святого Іоана Милостивого, побудована з дерева в гуцульському стилі. Церква архітектурно є хрещатою в плані, п'ятизрубною з великим зрубом нави та вузькими боковими раменами. Має опасання на вінцях зрубу першого ярусу. На наві розташована восьмигранна основа, яка увінчується шатровим куполом. Бокові зруби перекриті двоскатними дахами. В церкві зберігся невеликий старовинний іконостас. Церква використовується парафією УГКЦ.

## Відомі мешканці

### Уродженці
- Павлюк Степан Васильович (1922 — 05.06.1949, Татарів) — охоронець кущової ОУН[5].